# Manuel Almendros Muñoz
Manuel Almendros Muñoz (Villar de Cañas, Conca, 1 de gener de 1940-Madrid, 15 de març de 2018) va ser un periodista espanyol.

## Biografia
Sent molt jove es va traslladar a Madrid i després de finalitzar els seus estudis de Periodisme, va ingressar en Televisió espanyola el 1966. Rostre habitual dels serveis informatius durant l'etapa de la Transició, entre 1976 i 1977 va ser editor del Telediario que dirigia i presentava en aquell moment el periodista Pedro Macía.
Aviat es va especialitzar en informació parlamentària i a partir de 1980 va conduir l'espai setmanal Parlamento (1980-1982), que donava compte de l'activitat política en les Corts espanyoles.
En aquesta època, a més, exerceix el càrrec de Subdirector d'informatius especials.
En les eleccions sindicals de 1982, el seu nom va figurar en les llistes de l' Associació Professional Lliure i Independent, alternativa a CC. OO. i UGT. Aquest mateix any, va estampar la seva signatura en un escrit col·lectiu de defensa del llavors director de RTVE Carlos Robles Piquer.
En 1983, després del nomenament de José María Calviño com a nou director de l'ens, Almendros i altres més, van ser destituïts del càrrec que ocupaven.
A partir de 1984 se li assigna a la retransmissió dels sortejos de loteria, fins a la temporada 1989-1990, en què presenta el magazín Sábado Revista, junt a María San Juan. Va ser guardonat amb l'Antena de Oro 1993.